# Andocide (ceramista)
Andocide (in greco antico: Ἀνδοκίδης?, Andokídēs; fl. VI secolo a.C.) è stato un ceramista greco antico, attivo ad Atene tra il 530 e il 510 a.C. circa.
La bottega di Andocide è nota per una produzione limitata se confrontata con la grande officina contemporanea di Nicostene; questo aspetto fa pensare ad un luogo più attento alla produzione creativa rispetto ai fini commerciali e sembra collimare con l'attribuzione a questa bottega dell'invenzione della tecnica a figure rosse. La firma di Andocide ci è giunta su nove vasi. Hanno collaborato con la sua officina artisti importanti come Psiax, grande sperimentatore del periodo di transizione dalle figure nere alle figure rosse, e il più giovane Epitteto, ma il numero maggiore dei suoi vasi è decorato da un pittore anonimo che viene chiamato Pittore di Andocide e che potrebbe essere il ceramista stesso. Sono appunto le opere di questo pittore che vengono considerate le più antiche decorazioni a figure rosse tra quelle conosciute.